# Morti nel 1677
| Questa pagina contiene informazioni ricavate automaticamente dalle voci biografiche con l'ausilio del template Bio e di un bot. L'aggiornamento è periodico e automatico e ricostruisce completamente la pagina. Se manca una persona in questa lista, sei pregato di non aggiungerla, ma accertati piuttosto che la sua voce biografica contenga il template Bio e che i dati anagrafici siano correttamente compilati. Se il template Bio manca, inseriscilo tu stesso o, in alternativa, metti l'avviso {{tmp\|Bio}} che ne segnala la mancanza. Se i dati riportati sono sbagliati, correggi direttamente la voce biografica; le modifiche saranno visibili in questa lista entro pochi giorni. Per chiarimenti vedi il progetto biografie. La lista contiene solo le 89 persone che sono citate nell'enciclopedia e per le quali è stato implementato correttamente il template Bio. Pagina aggiornata al 2 ago 2025. |

## Gennaio(3)
- 18 gennaio - Jan van Riebeeck, esploratore olandese (n. 1619)
- 21 gennaio - Christina Anna Skytte, svedese (n. 1643)
- 25 gennaio - Pedro de Godoy, religioso, teologo e vescovo cattolico spagnolo (n. 1599)

## Febbraio(5)
- 2 febbraio - Sigismondo Alfonso Thun, vescovo cattolico italiano (n. 1621)
- 3 febbraio - Andrea Carrera, pittore italiano (n. 1590)
- 9 febbraio - Giacomo Alboresi, pittore italiano (n. 1632)
- 21 febbraio - Girolamo Buonvisi, cardinale e arcivescovo cattolico italiano (n. 1607)
- 21 febbraio - Baruch Spinoza, filosofo olandese (n. 1632)

## Marzo(6)
- 4 marzo - Pietro Farnese, nobile italiano (n. 1639)
- 6 marzo - Gabriel Perelle, incisore e disegnatore francese (n. 1604)
- 16 marzo - Evaristo Baschenis, pittore italiano (n. 1617)
- 18 marzo - Marie Luise von Degenfeld, nobile tedesca (n. 1634)
- 23 marzo - Sebastiano Cima, pittore italiano (n. 1599)
- 25 marzo - Wenceslaus Hollar, incisore ceco (n. 1607)

## Aprile(4)
- 8 aprile - Carlo Ludovico Clerici, II marchese di Cavenago, nobile e politico italiano (n. 1615)
- 16 aprile - Aniello de Guzmán y Carafa, nobile spagnolo
- 20 aprile - Mathieu Le Nain, pittore francese (n. 1604)
- 22 aprile - Wenzel Eusebius von Lobkowicz, nobile e politico ceco (n. 1609)

## Maggio(4)
- 4 maggio - Isaac Barrow, matematico e teologo inglese (n. 1630)
- 20 maggio - George Digby, II conte di Bristol, nobile, politico e diplomatico inglese (n. 1612)
- 22 maggio - Guglielmo di Baden-Baden, nobile tedesco (n. 1593)
- 23 maggio - Giovanni di Nassau-Idstein, nobile tedesco (n. 1603)

## Giugno(3)
- 3 giugno - Carlo Emanuele Giacinto di Simiana, nobile, politico e militare italiano (n. 1608)
- 18 giugno - Johann Franck, scrittore tedesco (n. 1618)
- 23 giugno - Guglielmo Ludovico di Württemberg, duca tedesco (n. 1647)

## Luglio(3)
- 9 luglio - Angelus Silesius, poeta e mistico tedesco (n. 1624)
- 24 luglio - Ignazio Andrea I Akhidjan, patriarca cattolico siriano (n. 1622)
- 27 luglio - Johannes Loccenius, giurista tedesco (n. 1598)

## Agosto(7)
- 9 agosto - Elisabetta Augusta Christiansdatter, contessa danese (n. 1623)
- 17 agosto - Gian Giordano Gonzaga, nobile italiano (n. 1640)
- 18 agosto - Felice della Greca, architetto italiano (n. 1625)
- 19 agosto - Thomas Wijck, pittore olandese (n. 1616)
- 27 agosto - Mateo de Prado, scultore spagnolo (n. 1600)
- 27 agosto - Richard Sackville, V conte di Dorset, nobile e politico inglese (n. 1622)
- 31 agosto - Giulio Gabrielli il Vecchio, cardinale e vescovo cattolico italiano (n. 1603)

## Settembre(8)
- 2 settembre - Wallerant Vaillant, pittore, disegnatore e incisore olandese (n. 1623)
- 5 settembre - Henry Oldenburg, letterato e ambasciatore tedesco (n. 1618)
- 11 settembre - James Harrington, filosofo e scrittore britannico (n. 1611)
- 12 settembre - Tønne Huitfeldt, militare norvegese (n. 1625)
- 12 settembre - Carlo Massimo, cardinale, politico e numismatico italiano (n. 1620)
- 13 settembre - Simon Renard de Saint-André, pittore francese (n. 1613)
- 17 settembre - Zacharie Cloutier, operaio francese (n. 1590)
- 28 settembre - Pascual de Aragón-Córdoba-Cardona y Fernández de Córdoba, cardinale e arcivescovo cattolico spagnolo (n. 1626)

## Ottobre(5)
- 4 ottobre - Isaack van Ruisdael, pittore olandese (n. 1599)
- 9 ottobre - Gustavo Adolfo di Nassau-Saarbrücken, nobile tedesco (n. 1632)
- 14 ottobre - Francis Glisson, fisiologo e anatomista inglese (n. 1599)
- 16 ottobre - Louis Nicolas de Clerville, architetto francese (n. 1610)
- 16 ottobre - Giovanni Guglielmo Riva, chirurgo e anatomista italiano (n. 1627)

## Novembre(8)
- 2 novembre - Robert Sidney, II conte di Leicester, nobile e politico inglese (n. 1595)
- 9 novembre - Aert van der Neer, pittore olandese
- 9 novembre - Gilbert Sheldon, arcivescovo anglicano e teologo inglese (n. 1598)
- 11 novembre - Giovanni Weikhard di Auersperg, nobile boemo (n. 1615)
- 11 novembre - Barbara Strozzi, compositrice e soprano italiana
- 16 novembre - Giovan Tommaso Perrone, vescovo cattolico italiano (n. 1602)
- 22 novembre - Abdul Jalil Shah III di Johor, sovrano malese
- 25 novembre - Mukai Genshō, filosofo giapponese (n. 1609)

## Dicembre(3)
- 13 dicembre - Thomas Howard, V duca di Norfolk, nobile inglese (n. 1627)
- 17 dicembre - Diomira Allegri, religiosa italiana (n. 1651)
- 26 dicembre - Bernardo Gustavo di Baden-Durlach, militare, abate e cardinale tedesco (n. 1631)

## Senza giorno specificato(30)
- Louis Asterac Fontrailles, nobile francese
- Henri e Charles Beaubrun, pittore francese (n. 1603)
- Filippo Maria Bonini, presbitero, scrittore e storico italiano (n. 1612)
- Anders Bording, scrittore danese (n. 1619)
- Anthonie van Borssom, pittore olandese
- Francesco Buonamici, architetto e pittore italiano (n. 1596)
- Robert Cambert, compositore francese (n. 1628)
- Francesco Caratti, architetto svizzero
- Costanzo Centofiorini, funzionario italiano (n. 1594)
- Antonio Maria Dal Sole, pittore italiano (n. 1606)
- Charles Dauphin, pittore francese
- Ambrogio del Giudice, religioso e storico italiano (n. 1608)
- Giovanni Battista Durini, I conte di Monza, nobile e banchiere italiano (n. 1612)
- Andrea Falcone, scultore italiano (n. 1630)
- Jeremias Falck, incisore tedesco
- Federico VI di Baden-Durlach, nobile tedesco (n. 1617)
- Willem van Herp, pittore fiammingo (n. 1614)
- Agostino Inveges, storico italiano (n. 1595)
- François du Jon, filologo tedesco (n. 1591)
- Matthew Locke, teorico musicale e compositore inglese (n. 1621)
- Thomas Manton, religioso britannico (n. 1620)
- Carlo Antonio Manzini, astronomo e matematico italiano (n. 1600)
- Jan Peeters il Vecchio, pittore e disegnatore fiammingo (n. 1624)
- Diego de Rosales, storico e scrittore spagnolo (n. 1601)
- Sa'eb di Tabriz, scrittore persiano (n. 1601)
- Augustin de Saffray de Mésy, militare e funzionario francese (n. 1600)
- Pieter Thys, pittore fiammingo (n. 1624)
- John Washington, militare e politico inglese (n. 1631)
- Carlo De Vincentiis, violinista italiano (n. 1622)
- Fernando de la Torre Farfán, presbitero, poeta e scrittore spagnolo (n. 1609)